# 比約恩斯塔特灣
比約恩斯塔特灣（英語：Bjornstadt Bay），是南極洲的海灣，位於南喬治亞群島，處於戈爾德灣東北面3公里，名稱可追溯至1929年，該海灣由英國海外領土管轄。